# BW Open 2023
Il BW Open 2023 è stato un torneo maschile di tennis giocato sul cemento indoor. È stata la 1ª edizione del torneo, facente parte della categoria Challenger 125 nell'ambito dell'ATP Challenger Tour 2023. Si è giocato al Centre Sportif de Blocry di Ottignies-Louvain-la-Neuve, in Belgio, dal 23 al 29 gennaio 2023.

## Partecipanti

### Teste di serie
| Nazionalità | Giocatore        | Ranking* | Testa di serie |
| ----------- | ---------------- | -------- | -------------- |
| Belgio      | David Goffin     | 50       | 1              |
| Germania    | Oscar Otte       | 74       | 2              |
| Francia     | Ugo Humbert      | 106      | 3              |
| Rep. Ceca   | Tomáš Macháč     | 110      | 4              |
| Austria     | Jurij Rodionov   | 122      | 5              |
| Svezia      | Elias Ymer       | 124      | 6              |
| Croazia     | Borna Gojo       | 125      | 7              |
| Germania    | Yannick Hanfmann | 128      | 8              |

* Ranking al 16 gennaio 2023.

### Altri partecipanti
I seguenti giocatori hanno ricevuto una wild card per il tabellone principale:
- Raphaël Collignon
- David Goffin
- Valentin Vacherot

I seguenti giocatori sono entrati in tabellone come alternate:
- Kimmer Coppejans
- Nino Serdarušić

I seguenti giocatori sono passati dalle qualificazioni:
- Mikael Ymer
- Joris De Loore
- Andrea Arnaboldi
- Kenny de Schepper
- Tibo Colson
- Gauthier Onclin

I seguenti giocatori sono entrati in tabellone come lucky loser:
- Altuğ Çelikbilek
- Ernests Gulbis
- Cem İlkel
- Alibek Kachmazov

## Punti e montepremi
| Torneo    | Torneo              | V      | F      | SF    | QF    | 2T    | 1T    | Q | Q2  | Q1  |
| Singolare | Punti               | 125    | 75     | 45    | 25    | 11    | 0     | 5 | 2   | 0   |
| Singolare | Premi in denaro ($) | 19 650 | 11 570 | 6 850 | 3 990 | 2 345 | 1 420 | – | 710 | 355 |
| Doppio    | Punti               | 125    | 75     | 45    | 25    | –     | 0     | – | –   | –   |
| Doppio    | Premi in denaro ($) | 8 420  | 4 900  | 2 940 | 1 750 | –     | 990   | – | –   | –   |

## Campioni

### Singolare
David Goffin ha sconfitto in finale  Mikael Ymer con il punteggio di 6–4, 6–1.

### Doppio
Romain Arneodo /  Tristan-Samuel Weissborn hanno sconfitto in finale  Roman Jebavý /  Adam Pavlásek con il punteggio di 6–4, 6–3.